# Đường cao tốc S51 (Ba Lan)
Đường cao tốc S51 là một con đường lớn ở Ba Lan nối Olsztyn với đường cao tốc S7 ở Olsztynek. Độ dài con đường sẽ là 25 km (16 mi) và sẽ nằm hoàn toàn trong Warmian-Masurian voivodeship. Phần lớn Đường cao tốc S51 sẽ phủ lên trên đường quốc lộ 51 hiện tại. Vào tháng 9 năm 2012, một phần của đường cao tốc tạo thành 12 km (7,5 mi) đường tránh Olsztynek. Trong khi công việc hoàn thiện cho đoạn đường cao tốc này được thực hiện vào tháng 10 năm 2012, kết nối của nó với đường cao tốc S7 đã được mở cho giao thông. Vào tháng 12 năm 2017, toàn bộ đoạn đường cao tốc giữa Olstzynek và Olsztyn đã mở cửa cho giao thông
Đường cao tốc S51 đã liên tục là một phần trong kế hoạch mạng lưới đường cao tốc của Ba Lan kể từ năm 2004. Vào tháng 2 năm 2008, cơ quan Tổng cục Quốc gia Đường và Đường cao tốc Olsztyn GDDKIA đã tiết lộ dự án xây dựng đường cao tốc S51. Đường cao tốc này sẽ được xây dựng từ năm 2010 đến 2012 và cũng được đưa vào Chương trình Cơ sở hạ tầng và Môi trường.